# Суммеля
Суммеля — река в России, протекает по Абдулинскому району Оренбургской области. Длина реки составляет 22 км, площадь водосборного бассейна 124 км².
Начинается к юго от села Степановка 2-я. Течёт по открытой местности сначала на север, затем на северо-восток через Степановку 2-ю и Петровку. Устье реки находится в 478 км по левому берегу реки Ик напротив села Нижние Карамалы.
Основные притоки — овраги Змеевой (пр), Чёрная Речка (пр) и Каменная Лощина (лв).

## Данные водного реестра
По данным государственного водного реестра России относится к Камскому бассейновому округу, водохозяйственный участок реки — Ик от истока и до устья, речной подбассейн реки — бассейны притоков Камы до впадения Белой. Речной бассейн реки — Кама.
Код объекта в государственном водном реестре — 10010101312111100027827.